# Lanigan
Lanigan è una municipalità del Canada con status di town, situata nella provincia del Saskatchewan, nella divisione No. 11.